# Buth
Buth de son vrai nom Leo De Budt, né le 19 février 1919 à La Haye (Hollande-Méridionale) et mort le 25 octobre 2010 à Gand (province de Flandre-Orientale), est un illustrateur et auteur de bande dessinée belge néerlandophone. Également connu sous les pseudonymes Til, Tijl, LDB.

## Biographie
Leo De Budt naît le 19 février 1919 à La Haye,.
Il est issu de parents gantois qui ont fui les Allemands pendant la Première Guerre mondiale.
En 1922, la famille revient en Belgique et s'installe à Gand. Son père Victor De Budt est peintre et bon ami du peintre expressionniste Frits van den Berghe. Ce dernier encourage le jeune garçon à étudier les arts à l'Institut Saint-Luc de Gand et à suivre des cours du soir à l'Académie de Gand. Van den Berghe dessine diverses bandes dessinées pour le journal Vooruit et souhaite former De Budt pour devenir son assistant. À l'académie, il reçoit également des leçons du peintre Jos Verdegem, qu'il considère comme son mentor. Il classe parmi ses principales influences graphiques des peintres comme les primitifs flamands et Albrecht Dürer. Dans le domaine de la bande dessinée, il admire Prince Vaillant d'Harold Foster, Flash Gordon d'Alex Raymond et Blondie de Chic Young.
Les premières bandes dessinées, dessins de presse et illustrations de De Budt sont un travail d'assistance pour van den Berghe, publié dans Vooruit (1936). Il anime également une page hebdomadaire du magazine radiophonique Radiobode et, à partir de 1939, des dessins animés dans le magazine militaire De Pinnekensdraad. Lorsque van den Berghe décède en 1939, il poursuit sa série de bandes dessinées dans le Vooruit pendant un certain temps, jusqu'à ce que la Seconde Guerre mondiale interrompe tout. Alors que les nazis occupent la Belgique, Buth demande à son père de se rendre dans les bureaux désormais largement abandonnés de Vooruit pour récupérer ses caricatures dont certaines d'entre elles se moquent d’Hitler et il veut éviter les ennuis. Le 7 novembre 1942 , il se marie avec une Belgo-Japonaise qui lui donne deux fils.

### La Seconde Guerre mondiale
Pendant la Seconde Guerre mondiale, il publie dans divers journaux et magazines contrôlés par l'occupant, notamment Vooruit, Volk en Staat, De Nationaalsocialist, De Blauwvoet, De SS-man, De Vlaamsche Post, Stemmen uit Duitsland et Balming. Ses contributions vont des bandes dessinées pour enfants innocentes aux caricatures purement antisémites et à la propagande nazie. À partir du 26 janvier 1941, la bande dessinée humoristique de Buth Mijnheer Dinges est diffusée dans Vooruit. Pour Volk en Staat, Buth dessine la bande dessinée quotidienne pour enfants De Wereldreis van Flip en Flop du 21 avril 1941, sur deux garçons voyageant à travers le monde. Cette histoire sera rééditée en album en 2008 par Brabant Strip. Sa romance fantastique Gawain de Dappere de 1943 est publiée dans Balming qui s'inspire fortement de Flash Gordon d'Alex Raymond. Pour les deux magazines, il anime également les rubriques pour enfants et adolescents De Plezierige Vragenbus, Voor Ons Jonge Volkje et Voor Onze Jongeren. Les séries Mijnheer Dinges et Flip en Flop sont ensuite replacées dans le magazine pour enfants Ons Rakkersblad. Dans De Nationaal-Socialist, Buth dessine les bandes dessinées humoristiques Hanske, de Vendelknaap et Grietje, Het Kerlinneke (1941), qui font la promotion de la section jeunesse du parti nazi flamand VNV.
En 1944, il réalise l'adaptation en bande dessinée du film Les Aventures fantastiques du baron Münchhausen de Josef von Báky basé sur le roman éponyme de Rudolf Erich Raspe, scénarisé par Karel Brandes. La bande dessinée de Buth, publiée sous le titre De Dolle Avonturen van Baron von Münchhausen par l'éditeur Het Licht et en français sous le titre Les Folles Aventures de Baron Münchhausen par La Flamme. Comme le film est le seul film allemand produit pendant la Seconde Guerre mondiale à ne pas être de la propagande, la bande dessinée est une simple histoire d'aventure fantastique.
La plupart des illustrations de Leo De Budt au cours de cette période sont réalisées pour des histoires et des chroniques de la poétesse et dramaturge flamande Blanca Gyselen qui est politiquement active au sein du parti nazi flamand DeVlag. Après la Seconde Guerre mondiale, ils sont reconnus coupables de collaboration avec les nazis. Le 30 juin 1947, il est condamné à six mois de prison et à une interdiction de publication à vie. Pour contourner cette interdiction, il adopte le pseudonyme Buth, une variante mal orthographiée de son nom de famille. Après un nouveau procès en 1951, l'interdiction est réduite à cinq ans seulement. Ce laps de temps étant déjà écoulé, l'interdiction est totalement levée à partir du 27 mars 1951.

### Après-guerre
Il conçoit la couverture de L'Almanak d'Ivanov en 1946 et pour le magazine néerlandais pour enfants Taptoe, il dessine le one shot de science-fiction De Blauwe Wolk : De Wereldramp van 6941 (Le Nuage bleu : la catastrophe mondiale de 6491, scénarisé par John Flanders la même année. C'est la première d'une longue série de collaborations entre eux. Buth considère Jean Ray comme un maître d'œuvre difficile, car le romancier exige de ses illustrateurs qu'ils reproduisent ses histoires aussi fidèlement que possible, jusqu'à la mise en page qu'il décrit. Néanmoins, Buth crée finalement ses propres interprétations graphiques des textes de Flanders, indépendamment de ce que l'auteur en pense. De Blauwe Wolk est réédité en 1997 par la maison d'édition Bonte et mis à disposition sous forme de bande dessinée. Pour Taptoe, il dessine également une bande dessinée basée sur l'explorateur Marco Polo. Il est aussi actif comme illustrateur publicitaire pour Publiart, une agence de publicité dirigée par Guy Dessicy, spécialisée dans le merchandising de bandes dessinées.

### Thomas Pips
Le 7 février 1946, le premier épisode de la série de bande dessinée la plus connue de Buth, Thomas Pips, est publié dans le journal Het Volk. À l'origine une bande dessinée familiale, elle tourne autour du père maladroit Thomas Pips, de sa femme Tineke, de son fils Flip, de sa fille Mieke, de Bobby le chien (renommé plus tard Floppy) et de Felix le chat. Dans son esprit, la série est comparable au comics Blondie de Chic Young. Thomas et Tineke sont le portrait craché de Dagwood et Blondie,. Plus tard, Buth redessinera Tineke pour qu'elle ressemble davantage à son épouse. Les gags de Thomas Pips se poursuivirent dans Het Volk jusqu'au 9 janvier 1947. À la question : « Qui est Thomas Pips ? » Buth répond toujours : « C‘est moi ! », car de fait, tous les deux portent tout le temps le chapeau.
À partir de cette date, la série Thomas Pips se transforme en bande dessinée d'aventure humoristique. Thomas devient détective, tandis que les membres de sa famille sont exclus de la série. Ils sont remplacés par de nouveaux acteurs, à savoir le policier Snoek, Giele le corbeau et l'acolyte comique de Thomas, Slappe Sys qui est à l'origine un clochard. Buth demande à Jean Ray de lui écrire une grande aventure qui sera découpée en strips et étalée sur 52 jours de parution continue. Le style que propose Jean Ray est pour le moins percutant. Il sort du cadre calme et humoristique des débuts. Le scénariste s’en donne à cœur joie avec sa première histoire : Het Geheim van de vliegende schotels (Le Secret des soucoupes volantes) qui met en scène des soucoupes volantes qui bombardent la ville de Gand et ses monuments, un savant fou, un méchant mystérieux, de vieux châteaux, des excursions en sous-marin. La fin de chaque strip doit se terminer par un suspense, ce qui donne un travail intense pour le scénariste, mais aussi pour le dessinateur. Les quatre premières histoires sont écrites par John Flanders.
Pendant le Tour de France 1948, Buth est trop occupé à dessiner ses dessins quotidiens, mais ensuite Thomas Pips revient dans le journal, quoique encore une fois sous forme de bande dessinée gag. Du 16 novembre 1948 au 28 juin 1949, deux nouvelles aventures sérialisées furent diffusées dans Het Volk, cette fois scénarisées par Lod Lavki. Sous sa plume, Pips redevient un père de famille, tandis que son fils Flip lui sert d'acolyte.
Le 24 septembre 1949, Het Volk transfère Thomas Pips dans son supplément dominical Ons Zondagsblad. La série est publiée jusqu'au 16 novembre 1952, après quoi la série Oktaaf Keunink de Marc Sleen la remplace. Entre-temps, Thomas Pips est également publiée dans le magazine de bandes dessinées pour enfants 't Kapoentje, un supplément du journal Het Volk. Du 21 juin 1951 à 1982, c'est un pilier de ses pages. Il est également publié en français dans Le Petit Luron, l'homologue wallon de 't Kapoentje, bien que le titre Thomas Pips soit resté le même. Durant cette période, deux nouveaux personnages sont ajoutés. Flip, le fils de Thomas Pips, est renommé Henkie en 1954, après la naissance du deuxième fils de Buth, Henk. Thomas a également un voisin de palier, Kilo. Kilo est un homme grand et robuste, avec qui Thomas entretient une relation amour-haine. Dans certains gags et histoires, ils sont de bons amis, tandis que dans d’autres, ils sont de féroces rivaux. Entre 1958 et 1965, Buth dessine également plusieurs dessins humoristiques d'une case mettant en vedette Thomas Pips essayant un sport spécifique. Ces gags sur le thème du sport sont recueillis en album Thomas Pips. Sport en Spel aux éditions Negende Kunst en 1997.
En 1965, Marc Sleen quitte Het Volk et 't Kapoentje pour rejoindre le journal rival De Standaard. Au total, Het Volk a publié 27 titres de Thomas Pips entre 1965 et 1979, tous scénarisés par Buth lui-même. À la demande de ses nouveaux éditeurs, Buth transforme à nouveau Thomas Pips en une bande dessinée d'aventures pour enfants. Il dessinera la série jusqu'en 1982. Les éditeurs Worldstrips et De Negende Kunst rééditent quelques titres rares de Thomas Pips dans les années 1990.

### Tour de France
En juillet 1947, le premier Tour de France d'après-guerre est organisé. Huit ans se sont écoulés depuis la dernière édition, les médias font du retour de cet événement cycliste un grand événement. Le journal Het Volk lance une édition spéciale du journal sur le thème du Tour, Special Editie voor de Ronde van Frankrijk qui est la première du genre dans la presse belge. Pour attirer les lecteurs, les dessinateurs-maison, Marc Sleen et Buth, réalisent des dessins exclusifs. Buth illustre une chronique quotidienne écrite par le journaliste Michel Casteels. Chacune de ses illustrations représente Thomas sur son vélo, au milieu d'une foule immense de badauds, de cyclistes rivaux, de journalistes et d'autres personnes. Les dessins de Sleen et Buth sont également publiés dans leurs chroniques sportives habituelles. Alors que Sleen couvre chaque édition du Tour de France jusqu'en 1964, Buth continue encore jusqu'en 1982. Certaines de ses illustrations sur le thème du Tour sont utilisées pour illustrer le livre d'Elle Saegeman Tourgedichten (Poèmes du Tour, 1976) et l'ouvrage de Guido Cammaert Tour de France. Encyclopédia 1903-2003. Une bande dessinée spéciale de Buth sur le champion cycliste belge Eddy Merckx est publiée sous le titre Eddy Merckx. Zo Is Er Maar Eén [« Eddy Merckx, il n'y a en a qu'un seul »] (Worldstrips, 2010). Les cartoons du Tour de France Thomas Pips de Buth sont recueillis dans l'album In de Ronde/Dans le Tour publiés par Het Volk en 1980. Cet ouvrage est réédité deux fois par les éditions Worldstrips sous le titre Thomas Pips dans le tour : 50 cartoons en 1991 et 1995.

### Vader Kapoen Vertelt
Le 25 juin 1969, Buth lance une série de bandes dessinées éducatives dans le magazine 't Kapoentje, intitulée Vader Kapoen Vertelt (1969-1982). Le format s'inspire évidemment de la série Les Belles Histoires de l'Oncle Paul créé par Jean-Michel Charlier et Eddy Paape publiée dans Spirou. Si la série originelle met en scène un narrateur glabre fumant la pipe à s'adressant à ses deux neveux, Vader Kapoen Vertelt met en scène un père moustachu racontant à son fils et sa fille les actes de personnages historiques célèbres. Buth n'est pas non plus l'inventeur du personnage Vader Kapoen [« Père Capon »] qui a été utilisé par les éditeurs de 't Kapoentje dès les années 1950, bien qu'avec un look différent et uniquement pour introduire des histoires et des bandes dessinées en série, dessinées par Rik Clément. Dans sa version de Vader Kapoen Vertelt, Buth n'a pas non plus copié les histoires de l'Oncle Paul. Au lieu de cela, il choisit des biographies de personnages historiques qu'il trouve personnellement intéressants, comme le compositeur Gioacchino Rossini et le faussaire Han van Meegeren. En 2018, les histoires de Vader Kapoen Vertelt sont recueillies en album par l'éditeur Bonte, sous le titre Levensschetsen.

### Tyl Uylenspiegel
Pour le magazine 't Kapoentje, il conçoit également les en-têtes de diverses rubriques hebdomadaires et agrémente d'illustrations les récits écrits. À partir du 2 novembre 1950, il dessine une version fantastique du personnage folklorique flamand Till l'Espiègle, qui est publiée en album par Sparta en 1955. Ce long récit est traduit en français sous le titre Tyl Uylenspiegel et publié sous forme de récit à suivre dans Samedi-Jeunesse des nos 71-86 en 1963,

### Autres bandes dessinées et illustrations pour enfants
Buth dessine De Avonturen van Joke en Maaike dans le magazine Tam-Tam (à partir de septembre 1948). De plus, il est également présent dans le magazine pour enfants Zonneland des Éditions Averbode. Il y illustre des histoires comme Op Zoek naar de Zonne-Eilanden sur un scénario de John Flanders. Ce récit est publié conjointement dans Petits Belges pour la version française intitulée Vers les îles du soleil dès avril 1949. Il réalise encore Het Leven van Jezus (La Vie de Jésus) (à partir du 14 août 1960), De Moeraskerels (à partir du 27 mai 1962), De Zwijgende Parelvissers (à partir du 29 juillet 1964, d'après un scénario de H. Dufait), Vacantie aan de Grens (à partir du 16 décembre 1966, d'après un texte de L. Houthooft) et Het Gezin van Marc Trenters. Certaines de ces histoires sont publiées en albums tardivement : Op Zoek Naar De Zonne-Eilanden (Brabant Strip, 2010), De Moeraskerels (Bonte, 2014) et Zonneland Verhalen (Bonte, 2014).

### Autres bandes dessinées et illustrations pour adultes
D'août 1947 à juillet 1951, Buth dessine une série de dessins pour le journal Het Volk intitulée Malcontenten. Ils représentent l'actualité locale de la ville de Gand. Entre 1953 et 1956, il publie la bande dessinée humoristique Stanneke autour de la vie d'un ouvrier dans Handel en Ambacht, le magazine des artisans gantois. Il réalise les biographies en bande dessinée de personnages historiques et les adaptations de classiques littéraires de Buth, comme De Baron van Münchhausen de Rudolf Raspe (1953), le poème médiéval Reinaert de Vos (1953) et De Leeuw van Vlaanderen de Hendrik Conscience (1955-1956), dont la plupart sont publiées sous le pseudonyme de Tijl dans De Post. Ces trois derniers titres sont publiés en albums par la maison d'édition Sparta en 1955-1956. La biographie en bande dessinée du poète flamand Guido Gezelle est publiée en album par l'éditeur Bonte en 2000.
En 1985, le dramaturge flamand Freek Neirynck et l'acteur Romain Deconinck scénarisent l'adaptation de leur pièce en bande dessinée De Roâste Wassger, dessinée par Buth et Erwin De Bie, publiée en feuilleton dans le journal De Gentenaar et publiée en album par leur maison d'édition en 1985. Elle met en scène le véritable excentrique du village gantois Ernest De Vriendt (1879-1955), surnommé . De Vriendt est un personnage étrange accompagné d'une chèvre que l’on voit souvent à Gand pendant l’entre-deux-guerres qui collecte et nettoie les vêtements des prostituées locales, d'où son surnom « De Roâste Wassger », qui signifie La Laveuse Rouge. Buth conçoit également les cartes de titre Even Geduld [« Un instant s'il vous plaît »] que la chaîne de télévision flamande BRT utilise dans les années 1960 en cas de problèmes techniques.
En outre, on lui doit la participation à l'album collectif Flash Back (Comic! Events, 1995).

### Reconnaissance

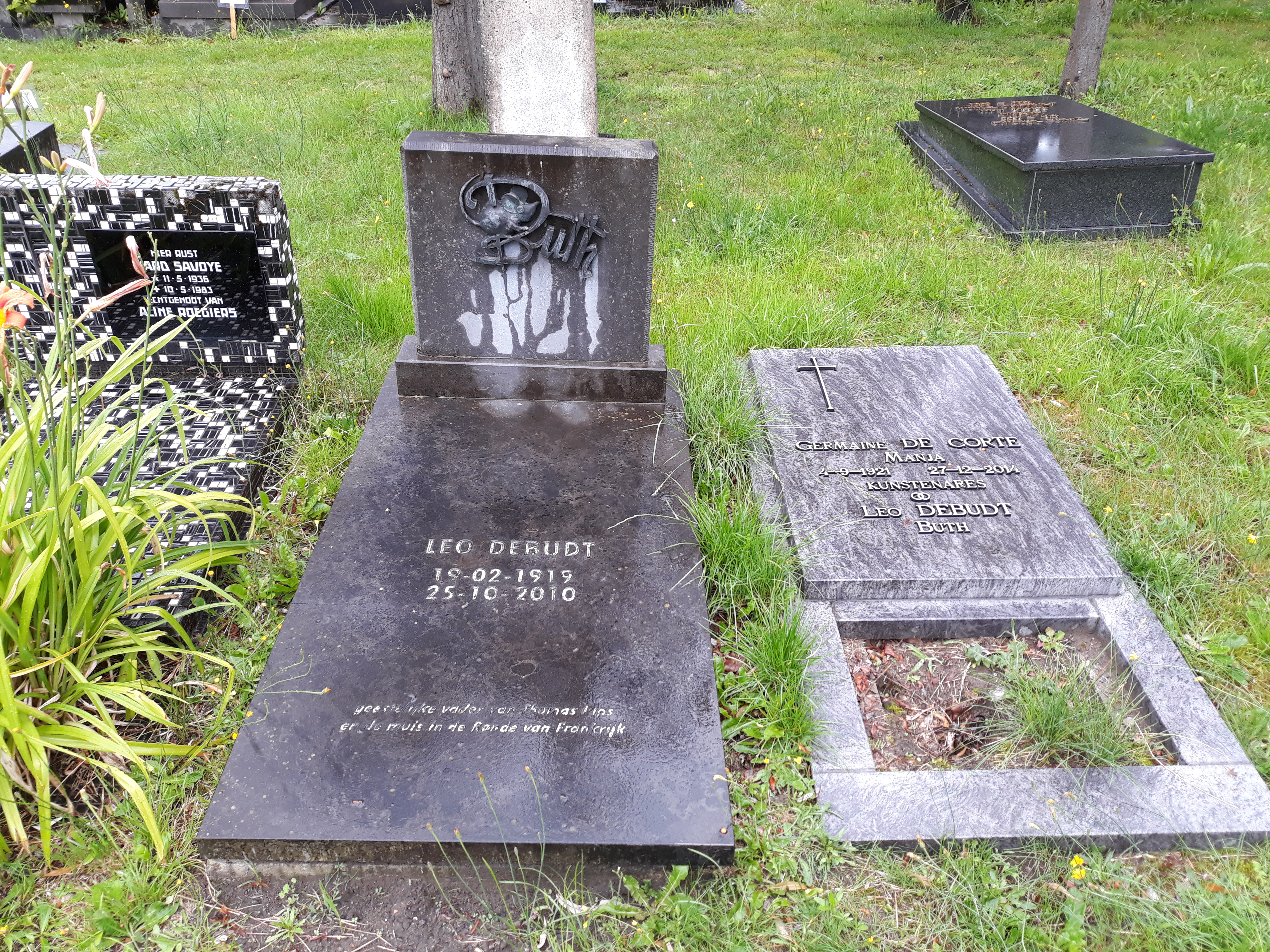
La tombe du dessinateur belge Buth (Leo De Budt) et de son épouse au cimetière Campo Santo Sint-Amandsberg à Gand.

Les cartoons de Buth sur le Tour de France sont exposés au Centre européen du cartoon à Kruishoutem, du 17 juin au 30 septembre 2007. Entre le 30 novembre 2007 et le 17 février 2008, Buth fait l'objet de l'exposition Buth, Vader van Thomas Pips en Andere Muizenissen au Kunsthal (nl) de l'abbaye Saint-Pierre de Gand.
En 2013, se tient une exposition collective au Parlement flamand à Bruxelles où ses originaux sont exposés.
L'exposition permanente L'Art de la BD du Centre belge de la bande dessinée présente des planches de Buth qui sont issues de la collection du musée en 2024.

### Décès
Il meurt le 25 octobre 2010, à l'âge de 91 ans. Il est enterré aux côtés de son épouse l'artiste Germaine De Corte surnommée Manja ou Iko Anaka de son nom d'artiste au cimetière Campo Santo à l'église Saint-Amand à Mont-Saint-Amand.

## Œuvres
Liste des publications en français

### Albums de bande dessinée

#### Samedi-Jeunesse
- 71. Tyl Uylenspiegel[16], Éditions Samedi, coll. « Samedi-Jeunesse », septembre 1963
Scénario et dessin : Leo De Budt - Couleurs : noir et blanc

### Collectifs
- Flash Back[17], Comic! Events, août 1995
Scénario : collectif - Dessin : collectif dont Buth - Couleurs : noir et blanc,Ce Flash Back a été réalisé en collaboration avec Bédéciné Illzach et édité à l'occasion du 10e festival BD Coxyde (15 juillet au 6 août 1995) à 1 500 exemplaires numérotés à la main. Rares textes et titres des séries en deux langues : français et flamand. D/1995/6941/06. Format à l'italienne.

### Recueils de dessins de presse
- Thomas Pips dans le tour[7] : 50 cartoons, Gand, Worldstrips, 1991, 52 p..

## Prix et distinctions
- 2009 :  prix De Tijd van Toen pour les artistes à l'œuvre riche et disparus du regard contemporain, décerné par le Festival de bande dessinée de Middelkerke à Middelkerke, pour Thomas Pips[18].